# I. Sápúr szászánida király
I. Sápúr (215 körül – 273 áprilisa) I. Ardasír fia, a Szászánida Birodalom királya (240 – 273) volt. Folytatta az apja által megkezdett hódításokat, megszerezte Baktriát és Kasant, számos hadjáratot vezetett Róma ellen. Mélyen behatolt a Római Birodalom területére, meghódította Antiokheiát Szíriában (253 vagy 256) és legyőzte a római császárok közül III. Gordianust, Phillipus Arabst és Valerianust. Ez utóbbit az edesszai csata során 259-ben foglyul ejtette. I. Sápúr diadalait a lenyűgöző Naks-i-Rosztam-i domborműveken örökítették meg, valamint egy monumentális sziklafeliraton perzsa és görög nyelven Perszepolisz közelében.
I. Sápúr intenzív fejlesztési tervvel rendelkezett. Számos várost alapított, néhányat közülük a római területről érkező menekültek népesítettek be. E menekültek között voltak keresztények is, akik a Szászánida Birodalomban szabadon gyakorolhatták vallásukat. Vallási szempontból I. Sápúr különösen a manicheizmust támogatta, megvédte Manit és manicheus térítőket küldött mindenfelé. Sápúr barátságba került egy Smuel nevű babiloni zsidó rabbival, s ez némileg kedvezőbb helyzetbe hozta a babiloni zsidóságot az őket elnyomó törvényekkel szemben.

## A rómaiak elleni háborúi

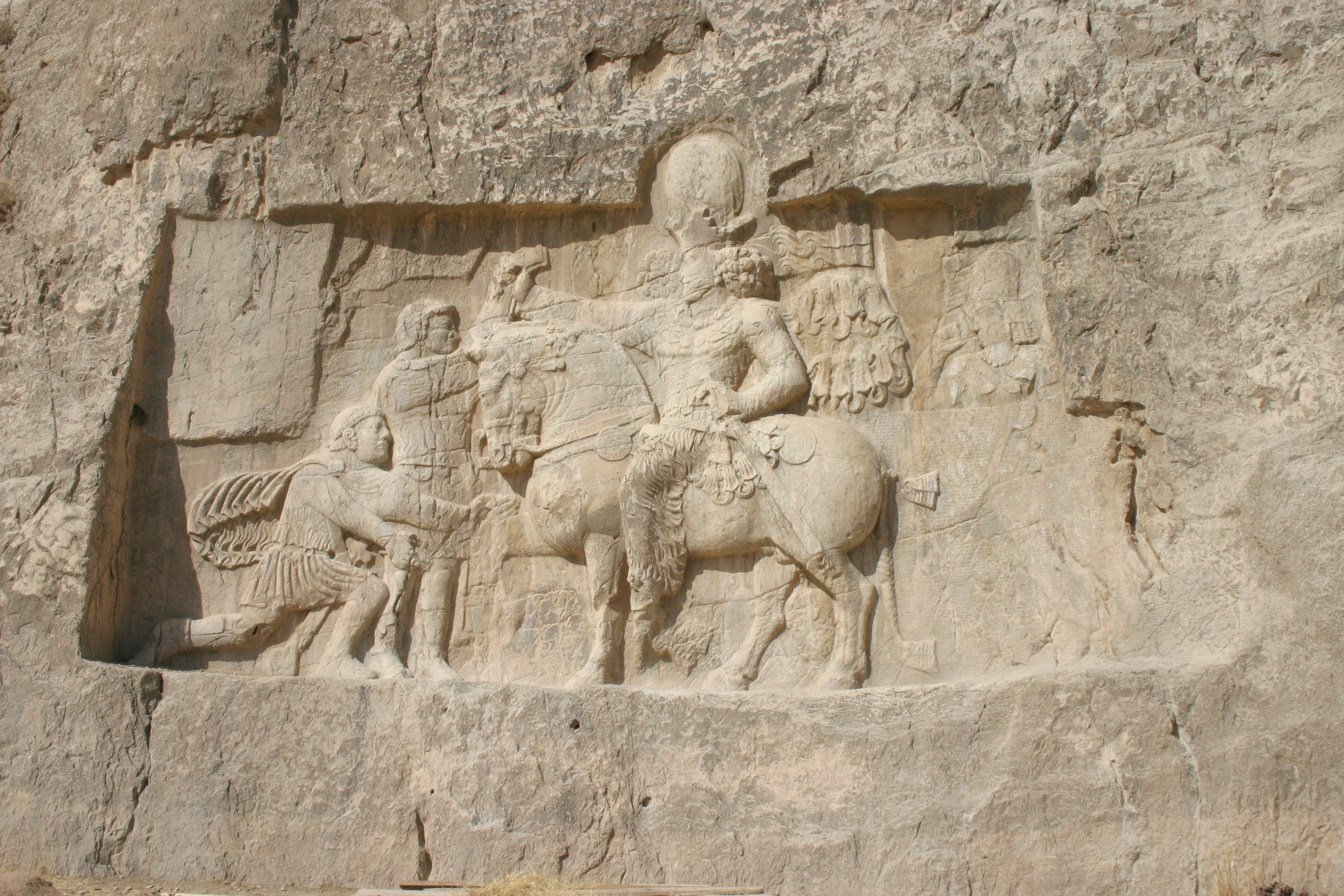
I. Sápúr elfogja Valerianus császárt

Sápúr uralmának idejéből fennmaradt egy feljegyzés a perzsa hadjáratokról, amely végre nem római, hanem perzsa szemszögből készült. Egy Sápúr tetteit megörökítő hosszú feliratról van szó. A szöveget egy ma Kaábeji Zardust („Zoroaszter kockája”) néven ismert akhaimenida kori torony kőfalába vésték Naks-i-Rosztamban. A felirat három nyelven készült, szászánida (közép perzsa), pártus és görög nyelven. Ez a szászánida kor egyik legjelentősebb történelmi forrása. A király teljes címeinek felsorolásával kezdődik. Ardasír csak az árják királyainak királya volt, míg Sápúr már a nem árjáké is, ami arra vall, hogy nagy kiterjedésű, nem árja területeket is meghódított. Sápúr feliratának nagy része a rómaiakkal vívott csatáit beszéli el. 
Első győzelmeit III. Gordianus és Philippus Arabs római császárok felett aratta. Az ütközetre 244-ben, szászánida területen került sor, nem messze Ktésziphóntól, ez is mutatja mekkora területeket vesztettek el a perzsák Sápúr trónra kerülése után, amikor a rómaiak visszahódították Harrán és Niszibisz városát. A perzsák döntő vereséget mértek a rómaiakra, a római császár is meghalt. Sápúr a perzsa győzelmet szikladomborművön örökítette meg, a reliefet új fővárosa, Bisápur („Sápúr kiválósága”) mellett, egy folyó szurdokának két szemközti falába vésette. Új elem a lovak között térdelő római figurája, aki esdekelve nyújtja kezét a király felé, s akiben Philippus Arabs könyörgő alakja jelenik meg. A domborműnél ekkor már egyetlen jelenetet nem láttak elegendőnek arra, hogy kifejezze Sápúr győzelmének jelentőségét, ezért a központi jelenetet a szászánida lovasságot és az adófizetőket ábrázoló kiegészítő képekkel keretezték. A két dombormű témája és kompozíciója hasonló: a király előtt térdeplő alak Philippus Arabs, a ló horpaszánál álló figura, akinek kezét Sápúr a markába szorítja Valerianus, a király lova eközben az ifjú Gordianus testén tapos.
Az Armenia feletti hatalom kérdése továbbra is gyakran szolgált ürügyül a háborúskodásra. Sápúr feltehetően szerepet játszott az arméniai király megöletésében. A meggyilkolt király fia Rómába menekült. A következő hadjáratra 256-ban került sor, s ez ismét fényes perzsa győzelmet hozott. A perzsák elfoglalták Arméniát és mélyen benyomultak Szíriába. Bevették a Római Birodalom keleti fővárosát, „Kelet szépséges koronáját”, az Orontész-parti Antiokheiát. A perzsák eltanulták a rómaiaktól az ostrom fortélyait, és egy óriási faltörő kost építettek, azzal döntötték le Antiokheia falait. Az ostrom után szétszedték a szerkezetet, és visszavitték magukkal egészen Harránig, s ott hevert egészen addig, míg száz évvel később I. Constantinus újból összeszereltette és felhasználta ellenük. Sápúr harmadik Róma elleni hadjárata volt az utolsó és egyben a legsikeresebb. Legjobb leírását a szászánida király maga fogalmazta meg. Valerianus császárnak és seregének összeomlásával és fogságba esésével Szíria és Kappadókia ki lett szolgáltatva a szászánida hadaknak. Antiokheia lakói biztosra vették, hogy Valerianus képes megállítani a perzsákat, s az utcákon sétálgattak, amikor a perzsák rajtuk ütöttek.
260 és 263 között I. Sápúr elvesztett néhány frissen meghódított területet, Odenatusszal, Palmüra királyával, Róma szövetségesével szemben.

## Fejlesztő tevékenysége
A hadjáratok során rengeteg római esett a perzsák fogságába. A birodalom szerte letelepített rabok olcsó munkaerőt képeztek. Lenyűgözők lehettek hídjaik, az egyik ilyen híd a Kárun folyó fölött épült, és hossza elérte az 516 métert. 41 db jellegzetes római pillér támasztotta alá. A hagyomány Sápúrt és apját egyaránt városépítőként tartja számon. Sápúr az általa alapított városok közül Bisápurt szerette a legjobban, és egy új várost Huzesztánban – később Gundésápúr néven vált ismertté –, ahol sok foglyot telepített le, többek között Antiokheia keresztény püspökét.

## Valláspolitikája
Sápúr toleráns ember hírében állott, aki engedélyezte a sokféle vallási kisebbségnek, a keresztényeknek, zsidóknak, buddhistáknak, hogy vallásukat szabadon gyakorolják birodalmában. Ő maga Mani próféta aktív támogatója volt, aki a király trónra kerülésének idején kezdte meg vallási tevékenységét. Mani megtérítette a király két bátyját, így hatalmas pártfogókra tett szert. Maga Sápúr megmaradt Zarathustra-hívőnek, de mélyen hatott rá Máni tanítása, aki azt hirdette, hogy az ő vallása a zoroasztriánus, keresztény és buddhista tanok beteljesedése. Talán abban a reményben, hogy olyan vallásra talált, amely képes lenne országának népeit egységbe fogni. Sápúr engedélyezte Maninak, hogy birodalmában szabadon járjon, s hirdesse tanait. Mani szerint Sápúr Bisápurban halt meg. Halálának időpontja kérdéses, vagy 270, vagy 273.

## Fordítás
- Ez a szócikk részben vagy egészben  az   Imperio Sasánida című spanyol Wikipédia-szócikk fordításán alapul.  Az eredeti cikk szerkesztőit annak laptörténete sorolja fel. Ez a jelzés csupán a megfogalmazás eredetét és a szerzői jogokat jelzi, nem szolgál a cikkben szereplő információk forrásmegjelöléseként.